# Britta-Ann Flechsenhar
Britta-Ann Flechsenhar (* 1968 in Hamburg) ist eine deutsche Jazzsängerin.

## Leben
Flechsenhar arbeitete in den 1980er Jahren mit Klemens Kaatz in der Avantgarde-Popgruppe I'm Hungry zusammen. Sie war dann in der Jazzgruppe So what aktiv und wirkte am Projekt A Tribut to Billie Holiday mit. Nach der Teilnahme am Kontaktstudiengang Popularmusik an der Musikhochschule Hamburg 1989 studierte sie ab 1992 an der Hochschule der Künste Berlin bei David Friedman, Jerry Granelli und Jay Clayton.
Flechsenhar gründete 1994 gründet das Jazz-Quintett Welcome to the Maze, mit dem sie den Studiowettbewerb Jazz in Berlin gewann. 1996 gründete sie das Gesangs-Quartett Mosaiq (zunächst a cappella, später mit Cello- und Kontrabassbegleitung), das 1999 den Studiowettbewerb Jazz in Berlin für sich entschied. Als Gastmusikerin trat sie in den 1990er Jahren mit Kaatz' Gruppe PAUL (mit Anne Wiemann und Christian Riebas) auf.
Gemeinsam mit dem Gitarristen Christian Kögel gründete Flechsenhar 2000 die Gruppe Flexkögel (mit dem Keyboarder Bene Aperdannier, dem Bassisten Stefan Weeke und dem Schlagzeuger Martell Beigang; später als Trio mit dem Schlagzeuger Jochen Krämer), mit der bisher drei Alben entstanden. Außerdem leitete sie ein eigenes Trio mit Andreas Schmidt und Jan Roder. Mit dem Gitarristen Alexander Danullis tritt sie in einem Brecht-Weill-Programm auf.

## Diskografie
- Welcome to the Maze: Puzzle (Nabel Records 1995, mit Sören Fischer, Volker Kottenhahn, Daniel Cordes, Sönke Düwer)
- Mosaïq: moving (2002)
- Flexkögel: What Are Days for? (minor music 2004)
- Ensemble du Verre: Sing Me Something
- Flexkögel: Wilde Gezeiten (minor music 2008)
- Flechsenhar Trio: Standards (2013)
- Flexkögel: america (Phonector 2018)[2]